# Caldwell Esselstyn
Caldwell Esselstyn, Jr., né le 12 décembre 1933 à New York, est un médecin, auteur et ancien avironneur américain. Il participe aux Jeux olympiques d'été de 1956 dans l'épreuve du huit et remporte le titre. Après sa carrière sportive, Caldwell Esselstyn devient un chirurgien spécialiste de la cardiologie.
Il est apparu dans le film documentaire La Santé dans l'assiette, sorti en 2013.

## Palmarès

### Jeux olympiques
- Jeux olympiques de 1956 à Melbourne,  Australie
  -  Médaille d'or d'aviron.